# 2-я гренадерская дивизия (Российская империя)

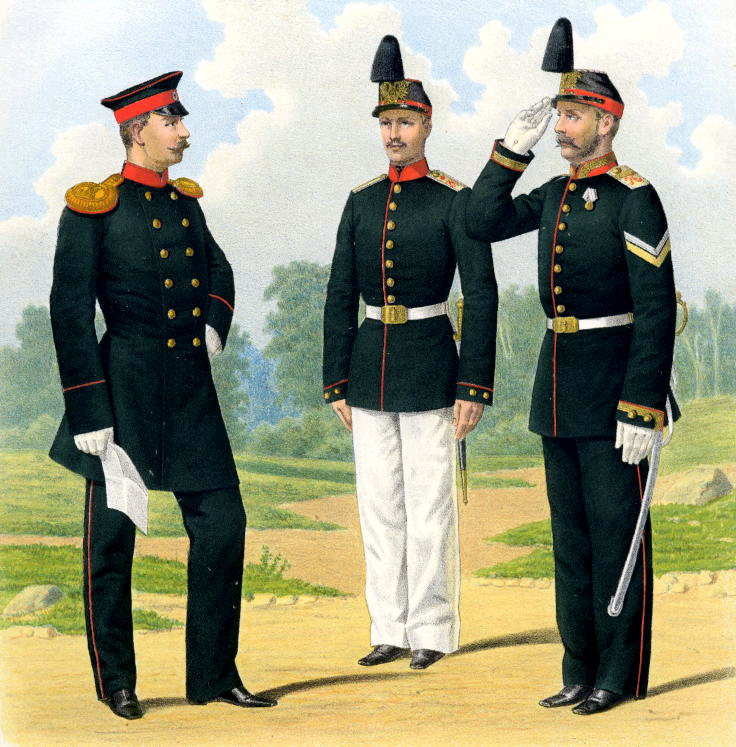
Губарев П. К. Полки Первой, Второй и Третьей Гренадерских дивизий. 1874 г.

2-я гренадерская дивизия — пехотное (гренадерское) соединение в составе Русской императорской армии.
Штаб дивизии: Москва. Входила в Гренадерский корпус.

## История дивизии

### Формирование
Сформирована 27 марта 1811 из шести гренадерских полков как 2-я дивизия (с 31.03.1811 — 2-я пехотная). 3 ноября 1811 переименована во 2-ю гренадерскую.
- 1811—1918 — 2-я гренадерская дивизия

### Боевые действия
- Отечественная война 1812 года (в составе 8-го пехотного корпуса 2-й Западной армии)
  - В сражении при Бородино

В 11 часов пополуночи неприятель, усилясь артиллерией и пехотой против укреплений нашего левого крыла, решился вновь атаковать оные. Многократные его атаки были отбиты, где много содействовал с отличною храбростью генерал-майор Дорохов. Наконец, удалось овладеть ему нашими тремя флешами, с коих мы не успели свести орудий. Но не долго он воспользовался сею выгодою; полки Астраханский, Сибирский и Московский, построясь в сомкнутые колонны под командой генерал-майора Бороздина, с стремлением бросились на неприятеля, который был тотчас сбит и прогнан до самого леса с большим уроном. Таковой удар был с нашей стороны не без потери. Генерал-майор принц Мекленбургский Карл ранен, Ревельского пехотного полка шеф генерал-майор Тучков 4-й был убит, Московского гренадерского полка полковник Шатилов получил жестокую рану, Астраханского гренадерского полка полковник Буксгевден, несмотря на полученные им три тяжкие раны, пошёл ещё вперёд и пал мёртв на батарее с многими другими храбрыми офицерами. — Донесение  М.И. Кутузова  Александру I  о сражении при Бородине
- - В сражении при Малоярославце (последней оставила город)
- Заграничные походы Русской армии 1813—1814 годов.
- Активно участвовала в Первой мировой войне. Отличилась в Галицийской битве 1914 г.[2] Участвовала в Ченстохово-Краковской операции[3][4], в Барановичской операции[5]. Выдержала химическую атаку в сентябре 1916 г.[6] В октябре 1916 г. на фронте дивизии состоялась газовая атака у Ольсевичей[7].
- В октябре 1917 г. дала последний бой противнику на минском направлении[8].
- 11 марта 1918 г. — штаб дивизии, 5-й, 6-й, 7-й гренадерские полки и 2-я гренадерская арт. бригада расформированы приказом №19 Московского областного комиссариата по военным делам[9].

## Состав дивизии

### В 1812 году
- 1-я бригада
  - Киевский гренадерский полк
  - Московский гренадерский полк
- 2-я бригада
  - Астраханский гренадерский полк
  - Фанагорийский гренадерский полк
- 3-я бригада
  - Сибирский гренадерский полк
  - Малороссийский гренадерский полк
- 2-я артиллерийская бригада

### В 1914 году
- 1-я гренадерская бригада (Москва)
  - 5-й гренадерский Киевский генерал-фельдмаршала князя Николая Репнина, ныне Е. И. В. Наследника Цесаревича полк
  - 6-й гренадерский Таврический генерал-фельдмаршала Великого Князя Михаила Николаевича полк
- 2-я гренадерская бригада (Москва)
  - 7-й гренадерский Самогитский генерал-адъютанта графа Тотлебена полк
  - 8-й гренадерский Московский Великого Герцога Мекленбург-Шверинского Фридриха полк
- 2-я гренадерская артиллерийская бригада (Павловская Слобода)

## Командование дивизии
(Командующий в дореволюционной терминологии означал временно исполняющего обязанности начальника или командира. Должности начальника дивизии соответствовал чин генерал-лейтенанта, и при назначении на эту должность генерал-майоров они, как правило, оставались командующими до момента своего производства в генерал-лейтенанты).

### Начальники дивизии
- 27.03.1811[10] — 06.05.1814 — генерал-майор (с 31.10.1812 генерал-лейтенант) принц Мекленбург-Шверинский, Карл Август Христиан
- 06.05.1814 — 29.08.1814 — командующий генерал-майор Сулима, Николай Семёнович
- 29.08.1814 — 14.11.1817 — генерал-лейтенант Паскевич, Иван Фёдорович
- 14.11.1817 — 08.09.1823[11] — генерал-лейтенант Шаховской, Иван Леонтьевич
  - 14.11.1817 — 03.10.1818 — командующий генерал-майор Писарев, Александр Александрович
  - 03.10.1818 — 03.01.1819 — командующий генерал-майор Полуектов, Борис Владимирович
  - 03.01.1819 — 20.09.1821 — командующий генерал-майор Писарев, Александр Александрович
- 20.09.1821[12] — 25.06.1832 — генерал-майор (с 22.08.1826 генерал-лейтенант) Полуектов, Борис Владимирович
- 25.06.1832 — 08.12.1837 — генерал-лейтенант Полешко, Степан Григорьевич
- 30.12.1837 — 12.10.1840 — генерал-лейтенант Розен, Роман Фёдорович
- 12.10.1840 — 19.12.1843 — генерал-лейтенант Шульгин, Дмитрий Иванович
- 19.12.1843 — хх.01.1849[13] — генерал-лейтенант барон Фредерикс, Александр Андреевич
- 18.01.1849 — 08.09.1856 — генерал-лейтенант Жерков, Александр Васильевич
- 08.09.1856 — 14.05.1863 — генерал-лейтенант Фелькнер, Владимир Иванович
- 14.05.1863[14] — 31.10.1863 — командующий генерал-майор фон Менгден, Евгений Евстафьевич
- 31.10.1863 — 18.03.1864 — генерал-лейтенант Бельгард, Валериан Александрович
- 18.03.1864 — 30.08.1869 — генерал-адъютант генерал-лейтенант Паткуль, Александр Владимирович
- 06.11.1869 — 14.06.1872 — генерал-лейтенант Костанда, Апостол Спиридонович
- 14.06.1872 — 19.02.1877 — генерал-лейтенант Циммерман, Аполлон Эрнестович
- 22.02.1877 — 14.12.1877 — генерал-лейтенант Свечин, Владимир Константинович
- 14.12.1877 — 17.06.1878 — генерал-лейтенант Цвецинский, Адам Игнатьевич
- 17.06.1878 — 09.10.1886 — генерал-лейтенант Цёге-фон-Мантейфель, Николай Максимович
- 18.10.1886 — 21.07.1894 — генерал-лейтенант Дукмасов, Павел Григорьевич
- 02.08.1894 — 31.05.1898 — генерал-лейтенант Квицинский, Иосиф Онуфриевич
- 09.07.1898 — 07.01.1906 — генерал-лейтенант Бутурлин, Сергей Сергеевич
- 09.01.1906 — 27.06.1906 — командующий генерал-майор Столица, Евгений Михайлович
- 04.07.1906 — 29.12.1908 — генерал-лейтенант Игнатьев, Лев Иванович
- 29.12.1908 — 26.04.1911 — генерал-лейтенант Нищенков, Аркадий Никанорович
- 01.05.1911 — 09.12.1915 — генерал-лейтенант Ставрович, Николай Григорьевич
- 09.12.1915 — 23.06.1917 — генерал-майор (с 05.05.1916 генерал-лейтенант) Скляревский, Василий Епифанович
- 23.06.1917 —  хх.хх.хххх — командующий генерал-майор Довгирд, Стефан Антонович

### Начальники штаба дивизии
Должность начальника штаба дивизии введена 1 января 1857 года.
- 01.01.1857 — 06.06.1860 — полковник Саблер, Карл Фёдорович
- 06.06.1860 — 03.11.1860 — полковник Ростковский, Аркадий Францевич
- 03.11.1860 — 25.12.1863 — подполковник (с 31.10.1863 полковник) Крживоблоцкий, Яков Степанович
- 25.12.1863 — 10.12.1867 — подполковник (с 27.03.1866 полковник) Войде, Карл Маврикиевич
- хх.12.1867 — хх.хх.1868 — полковник Шулешкин, Николай Трофимович
- 14.04.1868 — 12.04.1872 — подполковник (с 20.04.1869 полковник) фон дер Лауниц, Михаил Васильевич
- 16.04.1872 — 28.08.1873 — полковник Пфейфер, Георг-Николай Владимирович
- 28.08.1873 — 23.09.1875 — полковник фон Бах, Генрих-Густав-Теодор Николаевич
- 23.09.1875 — 11.02.1876 — и. д. полковник Жданов, Николай Александрович
- 12.02.1876 — 09.05.1881 — полковник Головин, Михаил Иванович
- хх.хх.1881 — 28.04.1885 — полковник Веригин, Евгений Александрович
- 28.04.1885 — 10.05.1892 — полковник Волков, Владимир Сергеевич
- 10.05.1892 — 27.10.1893 — полковник Поляков, Владимир Алексеевич
- 27.10.1893 — 12.11.1897 — полковник Петров, Александр Константинович
- 15.11.1897 — 02.02.1901 — полковник Кондратович, Киприан Антонович
- 25.02.1901 — 12.08.1902 — полковник Малинка, Владимир Иванович
- 22.08.1902 — 01.06.1904 — полковник Российский, Михаил Александрович
- 22.06.1904 — 28.05.1907 — полковник фон Колен, Константин Константинович
- 21.06.1907 — 02.11.1911 — полковник Стаев, Павел Степанович
- 02.11.1911 — 31.03.1913 — полковник Гришинский, Алексей Самойлович
- 27.04.1913 — 20.12.1914 — полковник Древинг, Пётр Фёдорович
- 20.12.1914 — 16.09.1915 — полковник Суходольский, Вячеслав Владимирович
- 20.10.1915 — после 30.09.1917 — подполковник (с 15.08.1916 полковник) Лукьянов, Григорий Лукич

### Командиры 1-й бригады
В период с 28 марта 1857 по 30 августа 1873 года должности бригадных командиров были упразднены.
После начала Первой мировой войны в дивизии была оставлена должность только одного бригадного командира, именовавшегося командиром бригады 2-й гренадерской дивизии.
- 27.03.1811 — 19.03.1812 — генерал-майор Инзов, Иван Никитич
- 19.03.1812 — 12.03.1813[15] — генерал-майор (с 31.10.1812 генерал-лейтенант) принц Мекленбург-Шверинский, Карл Август Христиан
  - 19.03.1812 — 12.03.1813 — командующий полковник Шатилов, Иван Яковлевич
- 12.03.1813 — 01.06.1815 — генерал-майор Писарев, Александр Александрович
- 01.06.1815 — 16.08.1816 — генерал-майор Кутузов, Александр Петрович
- 16.08.1816 — 20.09.1821 — генерал-майор Писарев, Александр Александрович
- 12.12.1821 — 30.09.1827 — генерал-майор Фрейганг, Пётр Иванович
- 30.09.1827 — 24.07.1832 — генерал-майор Чеодаев, Михаил Иванович
- 24.07.1832 — 15.08.1832 — генерал-майор Добрынин, Николай Иванович
- 15.08.1832 — 02.04.1833 — генерал-майор Моллер, Александр Фёдорович
- 14.04.1833 — 20.01.1835 — генерал-майор Ширман, Фёдор Карлович
- 20.01.1835 — 15.10.1836 — генерал-майор Максимов, Трофим Никитич
- 15.10.1836 — 12.12.1838 — генерал-майор Толстой, Владимир Андреевич
- 15.12.1838 — 17.04.1844 — генерал-майор Скобельцын, Николай Николаевич
- 17.04.1844 — 20.02.1846[16] — генерал-майор Смиттен, Александр Евстафьевич
- 03.03.1846 — 11.05.1854 — генерал-майор Фридрихс, Александр Карлович
- 11.05.1854 — 01.07.1856 — генерал-майор Зезевитов, Иван Платонович
- 26.08.1856 — 28.10.1856 — генерал-майор Данзас, Александр Логинович
- 30.08.1873 — 12.04.1878 — генерал-майор Цёге-фон-Мантейфель, Николай Максимович
- 24.05.1878 — 26.03.1882 — генерал-майор Плаксин, Вадим Васильевич
- 26.03.1882 — 28.08.1886 — генерал-майор Мольский, Виталий Константинович
- 22.09.1886 — 20.02.1889 — генерал-майор Тугенгольд, Александр Васильевич
- 20.02.1889 — 27.05.1891 — генерал-майор Риттих, Александр Фёдорович
- 02.07.1891 — 14.02.1894 — генерал-майор Бибиков, Михаил Ильич
- 16.02.1894 — 18.11.1895 — генерал-майор Ляпунов, Александр Яковлевич
- 30.11.1895 — 13.09.1899 — генерал-майор Засулич, Михаил Иванович
- 31.10.1899 — 28.12.1904 — генерал-майор Столица, Евгений Михайлович
- 14.01.1905 — 27.03.1907 — генерал-майор Ходнев, Иван Дмитриевич
- 28.03.1907 — 31.12.1913 — генерал-майор Михно, Сергей Дмитриевич
- 31.12.1913 — 03.05.1914 — генерал-майор Чаплыгин, Александр Иванович
- 08.06.1914 — 29.07.1914 — генерал-майор Сайчук, Афанасий Семёнович

### Командиры 2-й бригады
- 27.03.1811 — 12.10.1811 — генерал-майор принц Мекленбург-Шверинский, Карл Август Христиан
- 12.10.1811 — 26.08.1812[17] — полковник Буксгевден, Иван Филиппович
- 26.08.1812 — 24.12.1812 — командующий подполковник (с 21.11.1812 полковник) Головин, Евгений Александрович
- 24.12.1812 — 03.04.1814 — полковник (с 15.09.1813 генерал-майор) де Дамас, Максим Иванович
- 03.04.1814 — 01.06.1815 — генерал-майор Сулима, Николай Семёнович
- 11.09.1816 — 06.10.1817 — генерал-майор Криштафович, Егор Константинович
- 06.10.1817 — 23.03.1818 — генерал-майор Скобелев, Иван Никитич
- 23.03.1818 — 06.01.1826 — генерал-майор Полуектов, Борис Владимирович
- 06.01.1826 — 04.10.1830 — генерал-майор Эмме, Алексей Фёдорович
- 04.10.1830 — 06.12.1831 — генерал-майор Бушен, Христиан Николаевич
- 06.12.1831 — 16.02.1839 — генерал-майор Рот, Иван Христианович
- 16.02.1839 — 01.01.1847 — генерал-майор Пухинский, Александр Сергеевич
- 01.01.1847 — 06.12.1849 — генерал-майор Козлов, Александр Павлович
- 06.12.1849 — 02.10.1855 — генерал-майор Ивашенцов, Сергей Николаевич
- 02.10.1855 — 22.01.1857 — генерал-майор Велямович, Урбан Осипович
- 30.08.1873 — 08.05.1882 — генерал-майор Гадон, Сергей Станиславович
- 27.05.1882 — 31.12.1892 — генерал-майор Липинский, Василий Иосифович
- 18.01.1893 — 10.02.1902 — генерал-майор Смирнский, Константин Иванович
- 10.03.1902 — 28.04.1906 — генерал-майор Никонов, Семён Иванович
- 05.05.1906 — 09.11.1907 — генерал-майор Кайгородов, Михаил Никифорович
- 28.11.1907 — 30.01.1915 — генерал-майор Малинка, Владимир Иванович
- 03.02.1915 — 07.04.1917 — генерал-майор Лесневский, Иосиф Викентьевич
- 06.05.1917 — 08.10.1917 — генерал-майор Осецкий, Александр Викторович

### Командиры 3-й бригады
В 1833 году 3-я бригада расформирована.
- 27.03.1811 — 24.09.1811 — полковник Лопухин, Александр Андреевич
- 24.09.1811 — 28.09.1813 — полковник (с 15.09.1813 генерал-майор) Гессе, Владимир Антонович
- 28.09.1813 — 23.03.1818 — генерал-майор Полуектов, Борис Владимирович
- 23.03.1818 — 21.10.1821 — генерал-майор Скобелев, Иван Никитич
- 12.12.1821 — 13.08.1824 — генерал-майор Чеодаев, Михаил Иванович
- 24.08.1824 — 02.08.1825 — генерал-майор Шульгин, Дмитрий Иванович
- 01.01.1826 — 03.04.1827 — генерал-майор Офросимов, Константин Павлович
- 03.04.1827 — 07.09.1827 — генерал-майор Гартунг, Николай Иванович
- 30.09.1827 — 19.12.1831 — генерал-майор Фрейганг, Пётр Иванович
- 19.12.1831 — 14.02.1833 — генерал-майор Мандерштерн, Август Егорович

### Помощники начальника дивизии
В период с 28 марта 1857 года по 30 августа 1873 года помощники начальника дивизии фактически являлись бригадными командирами.
- 22.01.1857 — 26.01.1860 — генерал-майор Жигмонт, Семён Осипович
- 08.02.1860 — 15.08.1863 — генерал-майор Хитрово, Николай Михайлович
- 30.08.1863 — 14.04.1868 — генерал-майор Сумороцкий, Михаил Васильевич
- 14.04.1868 — 30.08.1873 — генерал-майор Цёге фон Мантейфель, Николай Максимович

### Командиры 2-й гренадерской артиллерийской бригады
Сформирована в 1806 году как 11-я артиллерийская бригада. В 1811 году вошла в подчинение 2-й гренадерской дивизии.
До 1875 г. должности командира артиллерийской бригады соответствовал чин полковника, а с 17 августа 1875 г. - чин генерал-майора.
- 23.03.1808 — 19.11.1815 — подполковник (с 13.06.1811 полковник) Богуславский, Александр Андреевич
- 19.11.1815 — 02.05.1816 — подполковник Пащенко, Лев Корнеевич
- 02.05.1816 — 28.12.1817 — полковник Нилус, Богдан Богданович
- 21.01.1818 — 29.04.1825 — полковник Философов, Александр Богданович
- 19.06.1825 — 25.03.1832 — подполковник (с 01.01.1827 полковник) Головачев, Никита Трофимович
- 13.05.1832 — 22.02.1834 — подполковник Мищенко, Александр Петрович
- 22.02.1834 — 20.01.1835 — полковник Бирюлин, Александр Филиппович
- 21.02.1835 — 21.04.1846 — полковник (с 25.06.1845 генерал-майор) Фрейман, Густав Антонович
- 06.05.1846 — 16.02.1850 — полковник (с 06.12.1846 генерал-майор) Симборский, Иероним Михайлович
- 16.02.1850 — 13.11.1855[19] — полковник (с 27.03.1855 генерал-майор) Пичугин, Аристарх Петрович
- 12.01.1856 — 03.08.1861 — полковник Савченко-Бельский, Василий Емельянович
- 03.08.1861 — 18.12.1871 — полковник (с 16.04.1867 генерал-майор) Неелов, Александр Петрович
- 21.01.1872 — 02.07.1875 — полковник Боретти, Панкратий Феликсович
- 02.07.1875 — 12.10.1877 — полковник Салери, Иван Григорьевич
- 12.10.1877 — 09.03.1880 — командующий флигель-адъютант полковник (с 29.10.1878 генерал-майор Свиты Е. И. В. с утверждением в должности) Щёголев, Александр Петрович
- 09.03.1880 — 26.06.1889 — генерал-майор Михель, Егор Егорович
- 28.06.1889 — 20.02.1891 — генерал-майор Григоров, Михаил Гаврилович
- 27.02.1891 — 19.10.1892 — генерал-майор Соколов, Леонид Александрович
- 19.10.1892 — 29.10.1899 — генерал-майор Платонов, Леонид Николаевич
- 29.12.1899 — 27.02.1900 —  полковник (с 01.01.1900 генерал-майор) Ивановский, Вильгельм Каэтанович
- 29.03.1900 — 27.09.1902 — генерал-майор Черский, Владимир Яковлевич
- 03.10.1902 — 17.05.1906 — генерал-майор Глазенап, Георгий Александрович
- 20.05.1906 — 12.09.1907 — генерал-майор Слюсаренко, Владимир Алексеевич
- 12.09.1907 — 29.11.1908 — генерал-майор Тархов, Алексей Николаевич
- 17.12.1908 — 25.07.1910 — генерал-майор Петунин, Александр Яковлевич
- 25.07.1910 — 31.05.1912 — генерал-майор Семёнов, Александр Иванович
- 31.05.1912 — 25.03.1914 — генерал-майор Давыдов, Дмитрий Алексеевич
- 09.04.1914 — 19.11.1914 — генерал-майор Копестынский, Иван Григорьевич
- 19.11.1914 — 28.12.1914 — командующий полковник Левачев, Василий Илларионович
- 15.01.1915 — 18.05.1917 — генерал-майор Созанович, Владимир Фёдорович
- 18.05.1917 — хх.хх.хххх — командующий полковник Владиславский-Крекшин, Николай Леонидович